# Ioannis Frangoudis
Ioannis Frangoudis (Græsk: Ιωάννης Φραγκούδης) (født 1863 i Limassol, død 19. oktober 1916 i New York) var en græsk/cypriotisk sportsskytte. Han deltog i de første moderne olympiske lege for Grækenland i 1896. 
Frangoudis deltog i fire af de fem konkurrencer i skydning ved OL 1896 i Athen. 
Han indledte med at blive nummer fire i militærpistol, hvorpå han blev nummer tre i fri pistol efter amerikaneren Sumner Paine, der vandt, og danske Holger Nielsen på andenpladsen.
I pistol på 25 m vandt han med 344 point, mens landsmanden, Georgios Orphanidis, blev toer med 249 point, og danske Holger Nielsen blev treer (ukendt pointtal). I den sidste konkurrence, fri riffel, tog han føringen efter de første ti skud, men de næste runder var ikke så gode, og han endte med 1.312 point på en andenplads efter Orphanidis, der fik 1.583 point. Danske Viggo Jensen blev nummer tre med 1.305 point. I konkurrencen deltog tyve skytter, deraf atten fra Grækenland.
Han var søn af en græsk konsul på Cypern, der ved hans fødsel var under britisk kontrol. I 1885 blev han uddannet på det græske militærakademi og havde ved OL i 1896 rang af kaptajn. Efter den græsk-tyrkiske krig (1897) blev han oberst, og han var ven med kong Georg. Han var sammen med kongen, da denne blev myrdet i Thessaloniki i 1913.